# Édouard Creuzé de Lesser
Alfred Ferdinand Édouard Creuzé de Lesser (ur. 12 lutego 1883 w Paryżu, zm. 7 marca 1967 w Mayenne) – francuski strzelec, olimpijczyk. 
Brał udział w Letnich Igrzyskach Olimpijskich 1912 (Sztokholm); startował w trapie indywidualnym oraz w trapie drużynowym. Z drużyną osiągnął szóste miejsce, natomiast indywidualnie zajął 41. miejsce.
Był baronem.

## Wyniki olimpijskie
| Igrzyska       | Konkurencja     | Wynik                                           | Miejsce    | Źródło |
| -------------- | --------------- | ----------------------------------------------- | ---------- | ------ |
| Sztokholm 1912 | Trap            | 14 punktów                                      | 41 (na 61) | [ 1 ]  |
| Sztokholm 1912 | Trap, drużynowo | 90 punktów drużynowo (14 punktów indywidualnie) | 6 (na 6)   | [ 2 ]  |